# Hippomonavella borealis
Hippomonavella borealis is een mosdiertjessoort uit de familie van de Bitectiporidae. De wetenschappelijke naam van de soort is voor het eerst geldig gepubliceerd in 1900 door Waters.